# MD Helicopters MD 600
Le MD Helicopters MD 600 est un hélicoptère civil américain développé par la branche hélicoptère de McDonnell Douglas sur la base du MD 520N.

## Développement
Le MD 600 a été développé par le groupe McDonnell Douglas sur la base d'un prototype de 520N MD rallongé (appelé 630n MD). Le prototype fait son premier vol le 22 novembre 1994 et la production démarre juste après la certification donnée par l'aviation civile américaine ; il est re-désigné MD 600N en mars 1995. L'appareil est équipé de série du système NOTAR (NO TAil Rotor) dont le brevet est détenu par l'entreprise à la suite du rachat de Hughes Helicopters.
Le fuselage plus long permet d'ajouter une rangée supplémentaire de sièges ; afin de compenser la perte de performance due à l'accroissement de la masse de l'appareil, le rotor principal compte six pales et le système de motorisation plus puissant.

## Utilisateurs
- Bangladesh : Meghna Group of Industries
- Costa Rica : Fuerza Pública
- États-Unis : United States Border Patrol
- Turquie : Police nationale